# Goezestraße 15 (Quedlinburg)

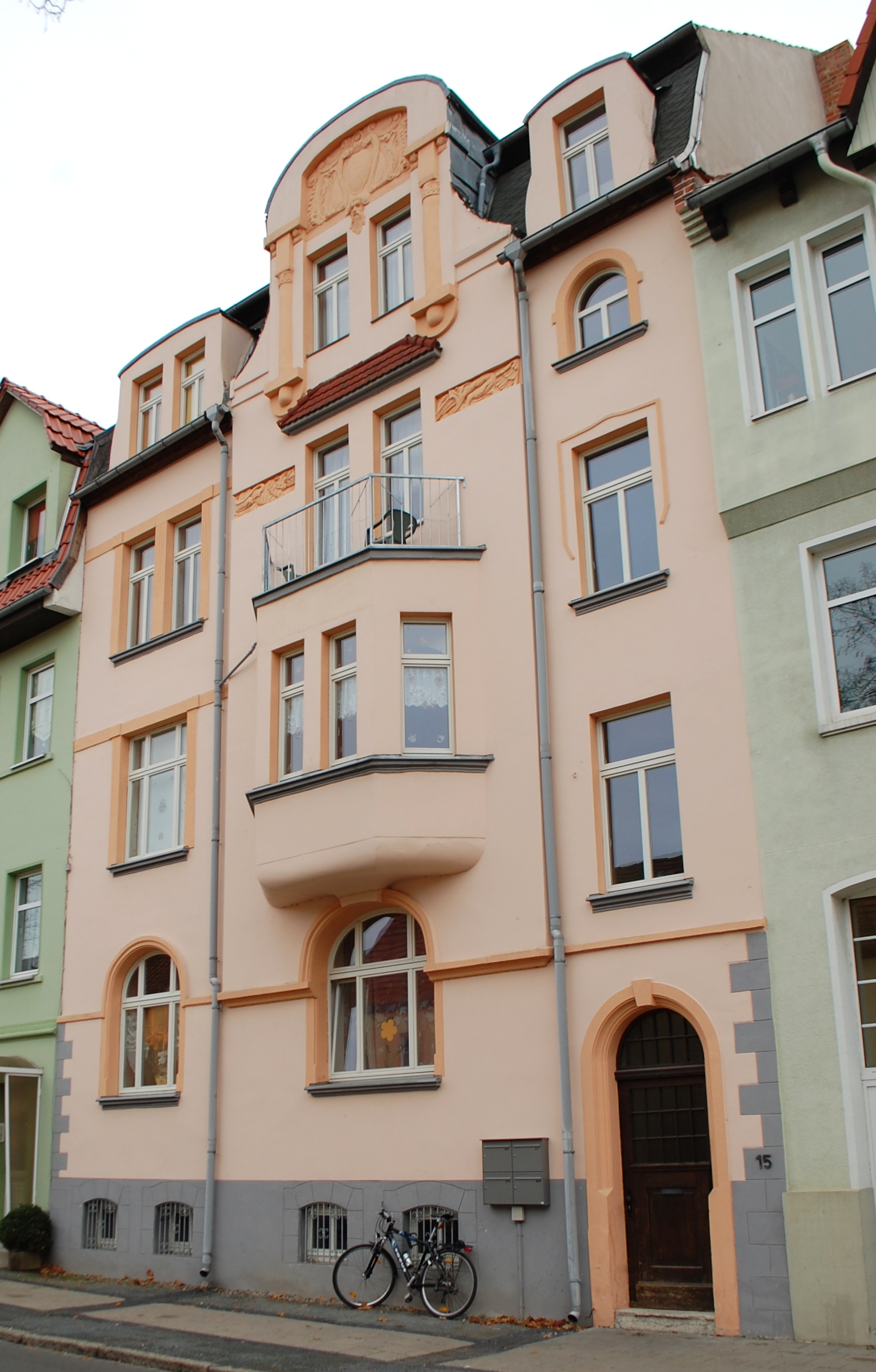
Haus Goezestraße 15

Das Haus Goezestraße 15 ist ein denkmalgeschütztes Gebäude in der Stadt Quedlinburg in Sachsen-Anhalt.

## Lage
Das Gebäude befindet sich im Stadtteil Süderstadt südöstlich der Quedlinburger Innenstadt. Das Gebäude ist im Quedlinburger Denkmalverzeichnis als Wohnhaus eingetragen.

## Architektur und Geschichte
Das dreigeschossige verputzte Gebäude entstand um das Jahr 1910. Der Mittelrisalit des Hauses ist mit einem Ziergiebel versehen. Die Fassade verfügt im oberen Teil und im Bereich des Ziergiebels über Jugendstilornamente, was das Gebäude aus dem sonstigen Straßenbild hervorhebt.